# مایاپان

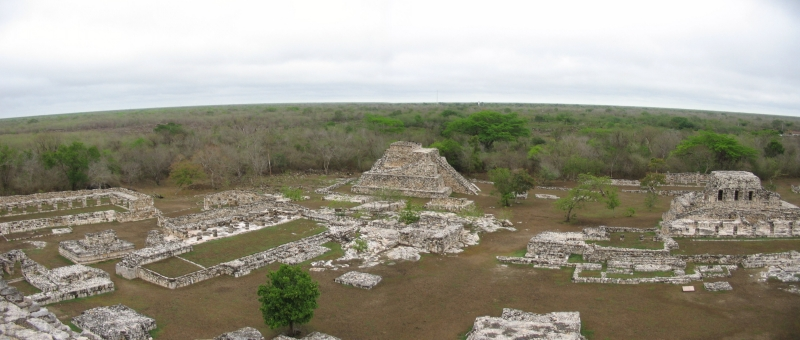
معبد هرمی کوکولکان در مایاپان

مایاپان شهری پیشاکلمبی مربوط به مایاها است که امروزه بقایای آن در خاک کشور مکزیک واقع شده‌است. مایاپان مرکز سیاسی اداری و فرهنگی مایاها در خلال دوران پساکلاسیک این تمدن بوده‌است. این شهر در اوج دوران شکوفایی خود قریب ۱۷٬۰۰۰ تن سکنه داشته‌است.